# 第2次ジャン＝マルク・エロー内閣
第2次ジャン＝マルク・エロー内閣（だい2じジャン＝マルク・エローないかく、フランス語: Deuxième Gouvernement Jean-Marc Ayrault）は、ジャン＝マルク・エローが首相に任命され、2012年6月18日から2014年3月31日まで続いたフランスの内閣である。

## 概要
フランス第五共和政下における36代目の内閣であり、フランソワ・オランド大統領政権下における2番目の内閣である。

### 組閣
2012年6月17日、国民議会選挙の第2回投票が実施され、第1次エロー内閣を構成する左派勢力が勝利を収めたが、翌18日に同内閣は慣例により総辞職した。同日、オランド大統領はジャン＝マルク・エロー前首相を首相に再任して新たに組閣を命じ、第2次エロー内閣が成立した。
6月21日、オランド大統領はエロー首相の提案に基づき、首相以外の閣僚を任命した。

### 総辞職
2014年3月30日の統一地方選挙における社会党の大敗を受け、翌31日に第2次エロー内閣は総辞職した。同日、オランド大統領はマニュエル・ヴァルス前内相を新首相に任命した。

## 構成
総辞職時点で、第2次エロー内閣はエロー首相と20人の大臣（ministre）ならびに17人の担当大臣（ministre délégué）により構成されていた。

### 性別
前内閣に引き続き、ジェンダーに配慮した構成となっており、総辞職時点において、大臣20人中10人、担当大臣17人中8人が女性であった。
2012年6月21日の組閣時点では、エロー首相を除く閣僚は男女19人ずつの同数となっていたが、2013年3月19日にジェローム・カユザック予算担当大臣が辞任したことで、エロー首相を除く閣僚は男性18人、女性19人と女性のほうが多くなっていた。しかし、同年7月2日にデルフィーヌ・バト・エコロジー・持続可能開発・エネルギー大臣が更迭され、後任にフィリップ・マルタンが任命されたことで、エロー首相を除く閣僚は男性19人、女性18人となった。

### 所属政党
前内閣に引き続き、社会党を主体とし、左翼急進党およびヨーロッパ・エコロジー・緑の党などが加わった連立内閣である。
先のフィヨン内閣とは異なり、反対勢力からの入閣者はいない。
- 社会党所属: エロー首相、大臣17人、担当大臣14人
- 左翼急進党所属: 大臣2人、担当大臣1人
- ヨーロッパ・エコロジー・緑の党所属: 大臣1人、担当大臣1人
- 左翼諸派所属: 担当大臣1人

### 出身分野
- 国民議会議員: エロー首相、大臣13人、担当大臣10人
  - うち大臣2人、担当大臣3人は前回選挙で初当選
- 元老院議員: 大臣1人、担当大臣3人
- 欧州議会議員: 大臣1人、担当大臣1人
- 地域圏議会議長: 大臣2人
- 県議会議長: 大臣2人
- 市長: エロー首相、大臣3人、担当大臣5人
- 副市長: 大臣3人、担当大臣1人
- コミューン間協力公施設法人議長: エロー首相、大臣4人、担当大臣4人
- コミューン間協力公施設法人副議長: 大臣3人、担当大臣2人
- 民間: 担当大臣1人

### 年齢
いずれも組閣時点。
- 平均年齢: 53歳
- 最年長: アンヌ＝マリー・エスコフィエ（69歳）
- 最年少: ナジャット・ヴァロー＝ベルカセム（34歳）
- 60歳以上: 13人
- 50歳以上59歳以下: 11人
- 40歳以上49歳以下: 7人
- 39歳以下: 7人

## 閣僚
- 職名の日本語表記は在日フランス大使館の訳による。
- 首相は2012年6月18日任命。その他の閣僚は特記のない限り同年6月21日任命。

| 所属政党: 社会党 左翼急進党 ヨーロッパ・エコロジー・緑の党 左翼諸派 |

### 首相
| 職名 | 氏名 | 氏名                                     | 所属政党 | 所属政党 |
| ---- | ---- | ---------------------------------------- | -------- | -------- |
| 首相 |      | ジャン＝マルク・エロー Jean-Marc Ayrault |          | 社会党   |

### 大臣
| 職名                                     | 氏名 | 氏名                                                    | 所属政党 | 所属政党                       | 備考             |
| ---------------------------------------- | ---- | ------------------------------------------------------- | -------- | ------------------------------ | ---------------- |
| 外務大臣                                 |      | ローラン・ファビウス Laurent Fabius                     |          | 社会党                         |                  |
| 国民教育大臣                             |      | ヴァンサン・ペイヨン Vincent Peillon                    |          | 社会党                         |                  |
| 国璽尚書 司法大臣                        |      | クリスチャーヌ・トビラ Christiane Taubira               |          | 左翼急進党 ワルワリ            |                  |
| 経済・財務大臣                           |      | ピエール・モスコヴィシ Pierre Moscovici                 |          | 社会党                         |                  |
| 厚生大臣                                 |      | マリソル・トゥーレーヌ Marisol Touraine                 |          | 社会党                         |                  |
| 地域間平等・住宅大臣                     |      | セシル・デュフロ Cécile Duflot                          |          | ヨーロッパ・エコロジー・緑の党 |                  |
| 内務大臣                                 |      | マニュエル・ヴァルス Manuel Valls                       |          | 社会党                         |                  |
| 貿易大臣                                 |      | ニコル・ブリック Nicole Bricq                           |          | 社会党                         |                  |
| 生産再建大臣                             |      | アルノー・モントブール Arnaud Montebourg                |          | 社会党                         |                  |
| エコロジー・持続可能開発・エネルギー大臣 |      | デルフィーヌ・バト Delphine Batho                       |          | 社会党                         | 2013年7月2日罷免 |
| エコロジー・持続可能開発・エネルギー大臣 |      | フィリップ・マルタン Philippe Martin                    |          | 社会党                         | 2013年7月2日任命 |
| 労働・雇用・職業教育・労使対話大臣       |      | ミシェル・サパン Michel Sapin                           |          | 社会党                         |                  |
| 国防大臣                                 |      | ジャン＝イヴ・ル・ドリアン Jean-Yves Le Drian           |          | 社会党                         |                  |
| 文化・通信大臣                           |      | オレリー・フィリペティ Aurélie Filippetti               |          | 社会党                         |                  |
| 高等教育・研究大臣                       |      | ジュヌヴィエーヴ・フィオラゾ Geneviève Fioraso          |          | 社会党                         |                  |
| 女性権利大臣 政府報道官                  |      | ナジャット・ヴァロー＝ベルカセム Najat Vallaud-Belkacem |          | 社会党                         |                  |
| 農業・農産食品業・林業大臣               |      | ステファヌ・ル・フォル Stéphane Le Foll                 |          | 社会党                         |                  |
| 国家改革・地方分権・公務員大臣           |      | マリリーズ・ルブランシュ Marylise Lebranchu             |          | 社会党                         |                  |
| 海外県・海外領土大臣                     |      | ヴィクトラン・リュレル Victorin Lurel                   |          | 社会党                         |                  |
| 手工業・商業・観光大臣                   |      | シルヴィア・ピネル Sylvia Pinel                         |          | 左翼急進党                     |                  |
| スポーツ・青少年・社会教育・市民活動大臣 |      | ヴァレリー・フールネロン Valérie Fourneyron             |          | 社会党                         |                  |

### 担当大臣
| 職名                                                                | 氏名 | 氏名                                                  | 所属政党 | 所属政党                       | 備考                                                     |
| ------------------------------------------------------------------- | ---- | ----------------------------------------------------- | -------- | ------------------------------ | -------------------------------------------------------- |
| 経済・財務大臣付 予算担当大臣                                       |      | ジェローム・カユザック Jérôme Cahuzac                 |          | 社会党                         | 2013年3月19日辞任                                        |
| 経済・財務大臣付 予算担当大臣                                       |      | ベルナール・カズヌーヴ Bernard Cazeneuve              |          | 社会党                         | 2013年3月19日任命                                        |
| 国民教育大臣付 教育成功担当大臣                                     |      | ジョルジュ・ポー＝ランジュヴァン George Pau-Langevin  |          | 社会党                         |                                                          |
| 首相付 国会関係担当大臣                                             |      | アラン・ヴィダリス Alain Vidalies                     |          | 社会党                         |                                                          |
| 地域間平等・住宅大臣付 都市担当大臣                                 |      | フランソワ・ラミ François Lamy                        |          | 社会党                         |                                                          |
| 外務大臣付 ヨーロッパ問題担当大臣                                   |      | ベルナール・カズヌーヴ Bernard Cazeneuve              |          | 社会党                         | 予算担当大臣への就任に伴い、 2013年3月19日退任           |
| 外務大臣付 ヨーロッパ問題担当大臣                                   |      | ティエリー・ルパンタン Thierry Repentin               |          | 社会党                         | 2013年3月19日任命                                        |
| 厚生大臣付 高齢者・自立担当大臣                                     |      | ミシェル・ドロネ Michèle Delaunay                     |          | 社会党                         |                                                          |
| 経済・財務大臣付 社会的・連帯経済・消費担当大臣                     |      | ブノワ・アモン Benoît Hamon                           |          | 社会党                         |                                                          |
| 厚生大臣付 家族担当大臣                                             |      | ドミニック・ベルティノティ Dominique Bertinotti       |          | 社会党                         |                                                          |
| 厚生大臣付 障害者・疎外防止対策担当大臣                             |      | マリー＝アルレット・カルロティ Marie-Arlette Carlotti |          | 社会党                         |                                                          |
| 外務大臣付 開発担当大臣                                             |      | パスカル・カンファン Pascal Canfin                    |          | ヨーロッパ・エコロジー・緑の党 |                                                          |
| 労働・雇用・職業教育・労使対話大臣付 職業教育・職業訓練担当大臣     |      | ティエリー・ルパンタン Thierry Repentin               |          | 社会党                         | ヨーロッパ問題担当大臣への就任に伴い、 2013年3月19日退任 |
| 外務大臣付 フランコフォニー担当大臣                                 |      | ヤミナ・ベンギギ Yamina Benguigui                     |          | 左翼諸派                       |                                                          |
| エコロジー・持続可能開発・エネルギー大臣付 運輸・海洋・漁業担当大臣 |      | フレデリック・キュヴィエ Frédéric Cuvillier           |          | 社会党                         |                                                          |
| 生産再建大臣付 中小企業・イノベーション・デジタル経済担当大臣       |      | フルール・ペルラン Fleur Pellerin                     |          | 社会党                         |                                                          |
| 国防大臣付 退役軍人担当大臣                                         |      | カデル・アリフ Kader Arif                             |          | 社会党                         |                                                          |
| 国家改革・地方分権・公務員大臣付 地方分権担当大臣                   |      | アンヌ＝マリー・エスコフィエ Anne-Marie Escoffier     |          | 左翼急進党                     |                                                          |
| 農業・農産食品業・林業大臣付 農産食品業担当大臣                     |      | ギヨーム・ガロ Guillaume Garot                        |          | 社会党                         |                                                          |
| 外務大臣付 在外フランス人担当大臣                                   |      | エレーヌ・コンウェイ＝ムレ Hélène Conway-Mouret       |          | 社会党                         |                                                          |

## 第1次エロー内閣との比較
- 役職の分割
  - 経済・財務・貿易大臣を経済・財務大臣と貿易大臣に分割
  - 在外フランス人・フランコフォニー担当大臣をフランコフォニー担当大臣と在外フランス人担当大臣に分割
- 役職の強化・再定義
  - 農業・農産物食品業大臣を農業・農産食品業・林業大臣に変更
  - 社会的・連帯経済担当大臣を社会的・連帯経済・消費担当大臣に変更
  - 障害者担当大臣を障害者・疎外防止対策担当大臣に変更
  - 運輸・海運経済担当大臣を運輸・海洋・漁業担当大臣に変更
  - 高齢者・要介護者担当大臣を高齢者・自立担当大臣に変更
- 地位の変更
  - 生産再建大臣付手工業・商業・観光担当大臣を手工業・商業・観光大臣に変更
- 担当大臣の新設
  - 地方分権担当大臣の新設
  - 農産食品業担当大臣の新設
- 担当大臣の廃止
  - 国璽尚書、司法大臣付副大臣の廃止
- 大臣の交代
  - エコロジー・持続可能開発・エネルギー大臣がニコル・ブリックからデルフィーヌ・バトに交代